# Indigofera leucoclada
Indigofera leucoclada är en ärtväxtart som beskrevs av John Gilbert Baker. Indigofera leucoclada ingår i släktet indigosläktet, och familjen ärtväxter. Inga underarter finns listade i Catalogue of Life.